# Thorsten Cars
Thorsten Cars, född 17 juli 1930 i Stockholm, är en svensk jurist, domare och författare. Han är sonson till Otto Carlsson och brorson till Hadar Cars.
Han har studerat vid Stockholms universitet, där han blev juris doktor och docent i processrätt. Han har bland annat varit auditör i den svenska FN-bataljonen XVI (Kongo 1962), föredragande hos justitieombudsmannen (JO), byråchef hos riksåklagaren, sakkunnig i justitiedepartementet, chefsrådman vid avdelning 13 i Stockholms tingsrätt, allmänhetens pressombudsman (PO) 1980–1990, hovrättslagman i Svea hovrätt och ordförande i Institutet mot mutor 1978–1997.
Cars är från 1975 gift med filosofie magister Teresa Koperska (född 1941)